# Leichtathletik-Weltmeisterschaften 2009/400 m der Männer

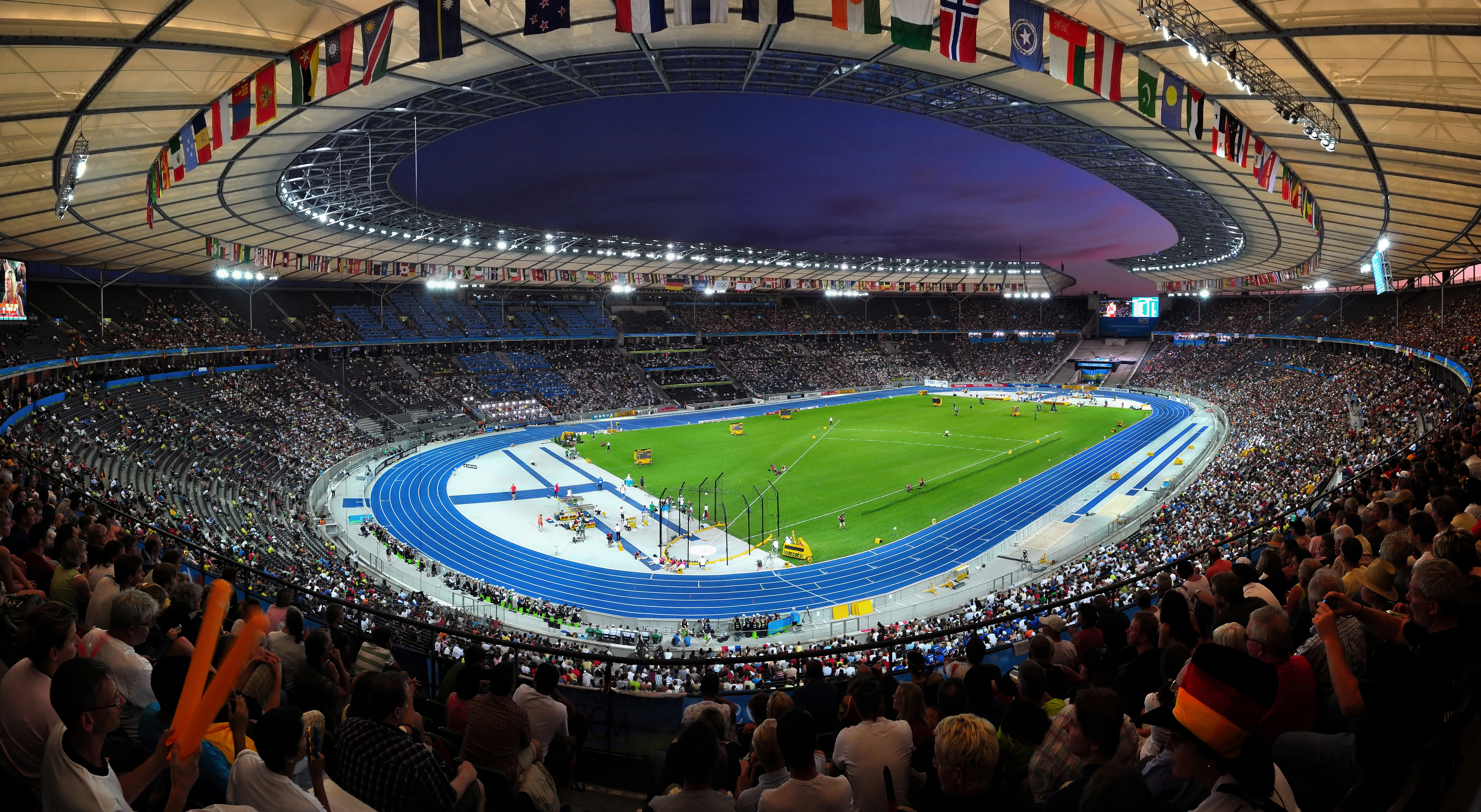
Das Berliner Olympiastadion während der Leichtathletik-Weltmeisterschaften

Der 400-Meter-Lauf der Männer bei den Leichtathletik-Weltmeisterschaften 2009 wurde vom 18, bis 21. August 2009 im Olympiastadion der deutschen Hauptstadt Berlin ausgetragen.
In diesem Wettbewerb erzielten die US-amerikanischen Läufer einen Doppelsieg. Weltmeister wurde der aktuelle Olympiasieger und WM-Zweite von 2007 LaShawn Merritt. Er hatte außerdem mit der 4-mal-400-Meter-Staffel seines Landes 2007 WM- und 2008 olympisches Gold gewonnen. Auch hier errang er mit dieser Staffel am Schlusstag einen weiteren WM-Titel.

Den zweiten Rang belegte der zweifache Weltmeister (2005/2007), Olympiasieger von 2004 und Olympiazweite von 2008 Jeremy Wariner. Er hatte darüber hinaus bei den Weltmeisterschaften 2005 und 2007 sowie den Olympischen Spielen 2004 und 2008 jeweils Gold mit der 4-mal-400-Meter-Staffel der USA gewonnen und auch für ihn gab es am Schlusstag hier noch eine Goldmedaille mit dieser Staffel.

Bronze ging an Renny Quow aus Trinidad und Tobago.

## Bestehende Rekorde
| Weltrekord               | 43,18 s | Michael Johnson | WM 1999 in Sevilla, Spanien | 26. August 1999 |
| Weltmeisterschaftsrekord | 43,18 s | Michael Johnson | WM 1999 in Sevilla, Spanien | 26. August 1999 |

Der bestehende WM-Rekord wurde bei diesen Weltmeisterschaften nicht eingestellt und nicht verbessert.
Es gab zwei Weltjahresbestleistungen und einen Landesrekord.
- Weltjahresbestleistungen:
  - 44,37 s – LaShawn Merritt (USA), 2. Halbfinale am 19. August
  - 44,06 s – LaShawn Merritt (USA), Finale am 21. August
- Landesrekord:
  - 45,56 s – Mohamed Khouaja (Libyen), 7. Vorlauf am 18. August

## Vorrunde
Die Vorrunde wurde in sieben Läufen durchgeführt. Die ersten drei Athleten pro Lauf – hellblau unterlegt – sowie die darüber hinaus drei zeitschnellsten Läufer – hellgrün unterlegt – qualifizierten sich für das Halbfinale.

### Vorlauf 1

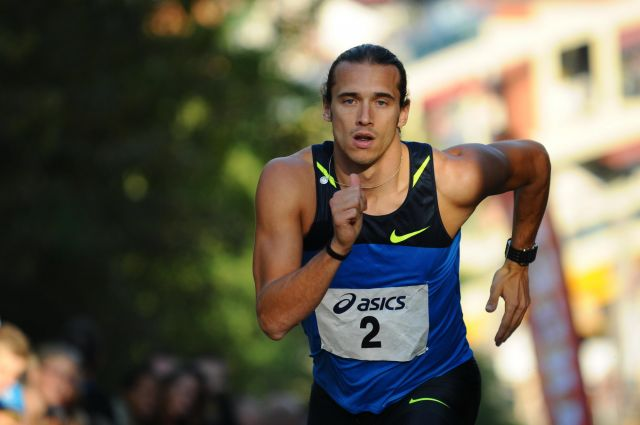
Cédric Van Branteghem – ausgeschieden als Sechster in 45,94, s
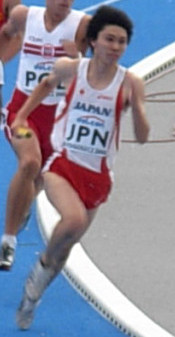
Hideyuki Hirose – ausgeschieden als Siebter in 46,80 s

18. August 2009, 11:05 Uhr
| Platz | Name                    | Nation         | Zeit (s) |
| ----- | ----------------------- | -------------- | -------- |
| 1     | Robert Tobin            | Großbritannien | 45,50    |
| 2     | David Gillick           | Irland         | 45,54    |
| 3     | Rabah Yousif            | Sudan          | 45,55    |
| 4     | Lionel Larry            | USA            | 45,64    |
| 5     | Young Talkmore Nyongani | Simbabwe       | 45,92    |
| 6     | Cédric Van Branteghem   | Belgien        | 45,94    |
| 7     | Hideyuki Hirose         | Japan          | 46,80    |

### Vorlauf 2

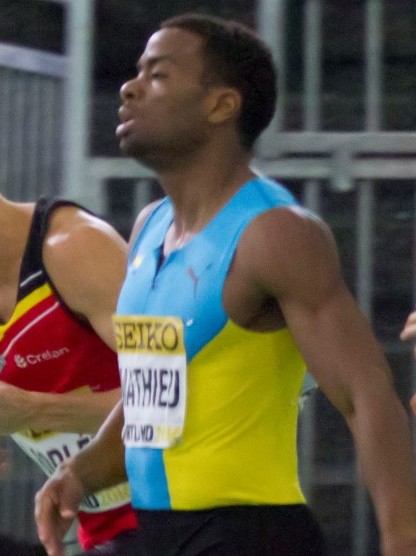
Michael Mathieu wurde in seinem Vorlauf wegen Bahnübertretung disqualifiziert

18. August 2009, 11:12 Uhr
| Platz | Name               | Nation                  | Zeit (s)                         |
| ----- | ------------------ | ----------------------- | -------------------------------- |
| 1     | Renny Quow         | Trinidad und Tobago     | 45,21                            |
| 2     | Williams Collazo   | Kuba                    | 45,52                            |
| 3     | Kevin Borlée       | Belgien                 | 45,61                            |
| 4     | Marcin Marciniszyn | Polen                   | 45,77                            |
| 5     | Arismendy Peguero  | Dominikanische Republik | 46,13                            |
| 6     | Mathieu Gnanligo   | Benin                   | 47,00                            |
| 7     | Nelson Stone       | Papua-Neuguinea         | 47,13                            |
| DSQ   | Michael Mathieu    | Bahamas                 | IAAF Rule 163.3 – Bahnübertreten |

### Vorlauf 3

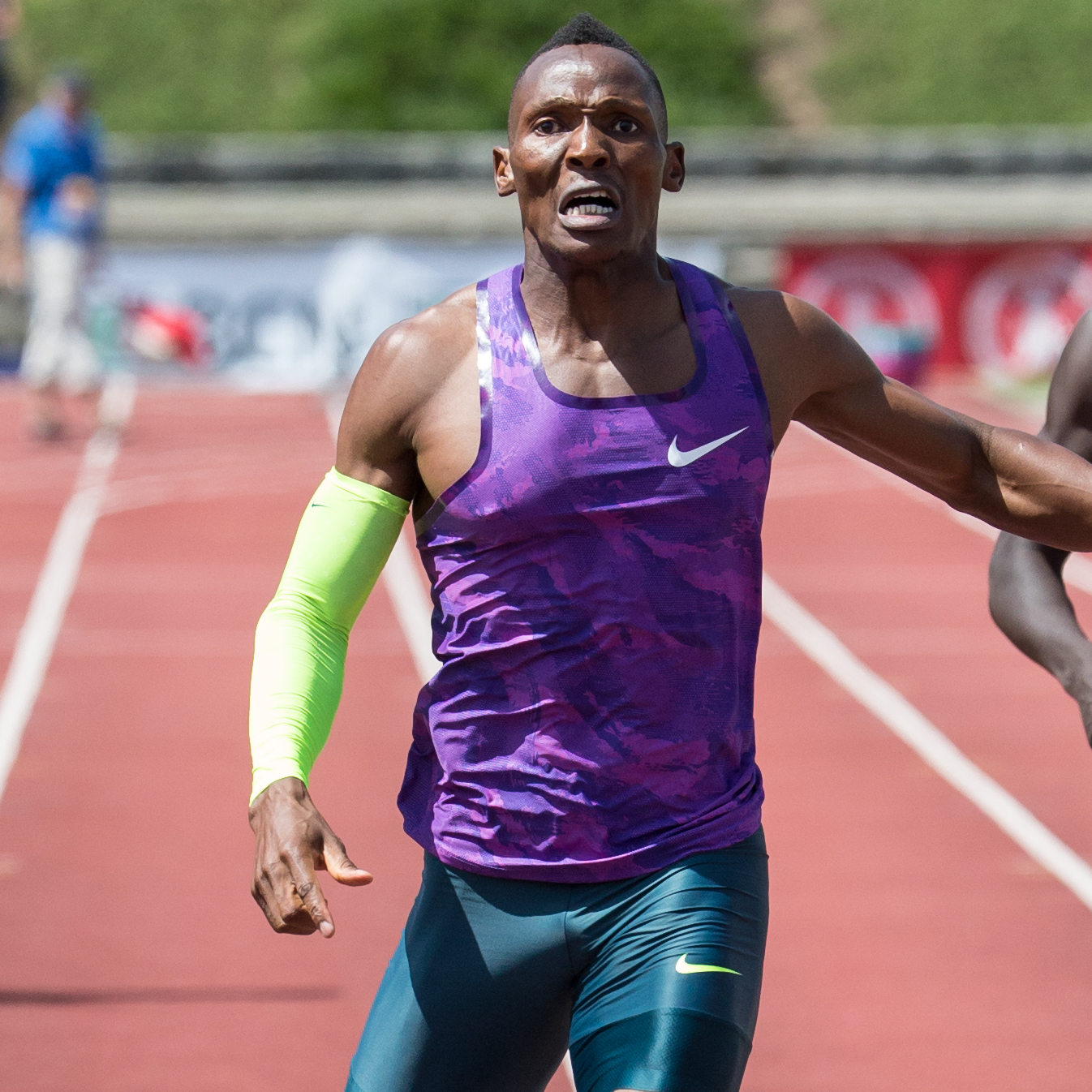
Isaac Makwala – ausgeschieden als Fünfter in 46,45 s
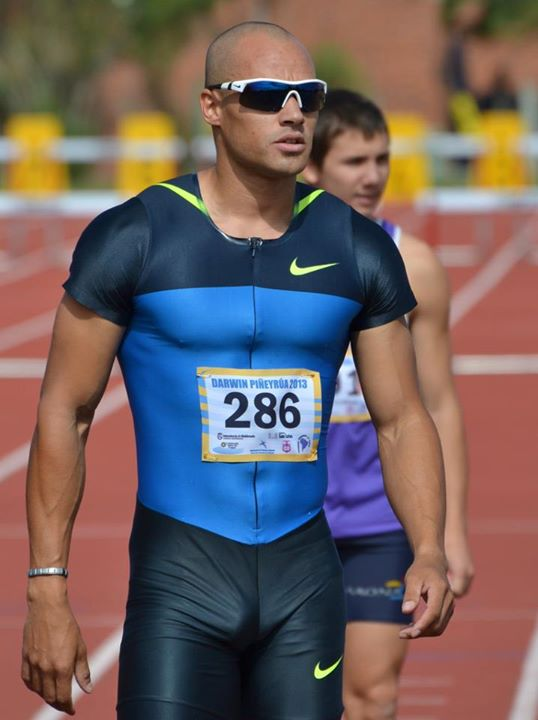
Andrés Silva – ausgeschieden als Siebter in 46,86 s

18. August 2009, 11:19 Uhr
| Platz | Name                  | Nation         | Zeit (s) |
| ----- | --------------------- | -------------- | -------- |
| 1     | Chris Brown           | Bahamas        | 45,53    |
| 2     | Michael Bingham       | Großbritannien | 45,54    |
| 3     | Joel Milburn          | Australien     | 45,56    |
| 4     | Éric Milazar          | Mauritius      | 46,39    |
| 5     | Isaac Makwala         | Botswana       | 46,45    |
| 6     | Nagmeldin Ali Abubakr | Sudan          | 46,48    |
| 7     | Andrés Silva          | Uruguay        | 46,86    |
| 8     | Zaw Win Thet          | Myanmar        | 51,41    |

### Vorlauf 4

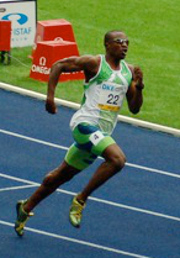
Gary Kikaya – disqualifiziert wegen Bahnübertretung

18. August 2009, 11:26 Uhr
| Platz | Name                | Nation                       | Zeit (s)                         |
| ----- | ------------------- | ---------------------------- | -------------------------------- |
| 1     | LaShawn Merritt     | USA                          | 45,23                            |
| 2     | John Steffensen     | Australien                   | 45,37                            |
| 3     | Matteo Galvan       | Italien                      | 45,86                            |
| 4     | Héctor Carrasquillo | Puerto Rico                  | 46,11                            |
| 5     | Alvin Harrison      | Dominikanische Republik      | 46,67                            |
| DSQ   | Gary Kikaya         | Demokratische Republik Kongo | IAAF Rule 163.3 – Bahnübertreten |
| DNS   | Yannick Fonsat      | Frankreich                   |                                  |

### Vorlauf 5

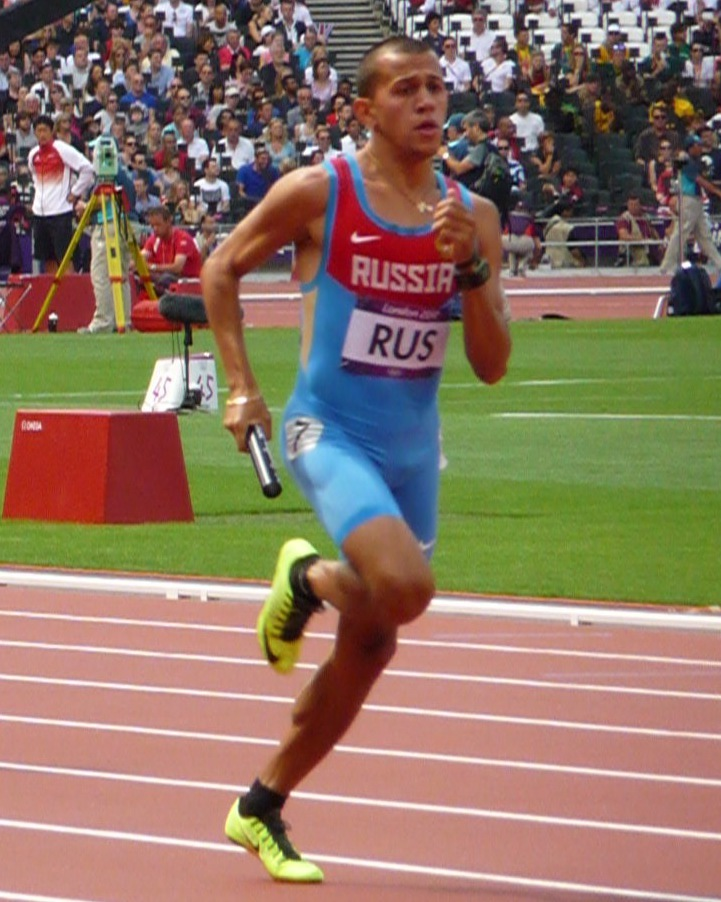
Maxim Dyldin – ausgeschieden als Vierter in 45,91 s
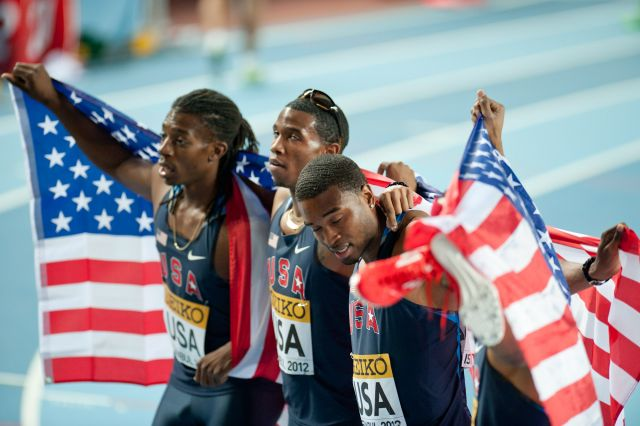
Gil Roberts (Mitte) – ausgeschieden als Fünfter in 46,41 s

18. August 2009, 11:33 Uhr
| Platz | Name                  | Nation                | Zeit (s) |
| ----- | --------------------- | --------------------- | -------- |
| 1     | Ramon Miller          | Bahamas               | 45,00    |
| 2     | Leslie Djhone         | Frankreich            | 45,20    |
| 3     | Johan Wissman         | Schweden              | 45,83    |
| 4     | Maxim Dyldin          | Russland              | 45,91    |
| 5     | Gil Roberts           | USA                   | 46,41    |
| 6     | Mark Kiprotich Muttai | Kenia                 | 47,04    |
| 7     | Naiel d’Almeida       | São Tomé und Príncipe | 49,47    |
| DNS   | James Godday          | Nigeria               |          |

### Vorlauf 6

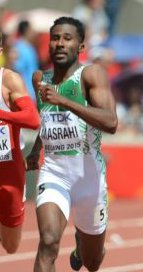
Yousef Ahmed Masrahi – ausgeschieden als Fünfter in 47,03 s

18. August 2009, 11:40 Uhr
| Platz | Name             | Nation        | Zeit (s) |
| ----- | ---------------- | ------------- | -------- |
| 1     | Jeremy Wariner   | USA           | 45,54    |
| 2     | Ricardo Chambers | Jamaika       | 45,57    |
| 3     | Teddy Venel      | Frankreich    | 46,16    |
| 4     | Yūzō Kanemaru    | Japan         | 46,83    |
| 5     | Youssef Masrahi  | Saudi-Arabien | 47,03    |
| 6     | Pieter Smith     | Südafrika     | 48,14    |
| DNS   | Nery Brenes      | Costa Rica    |          |

### Vorlauf 7

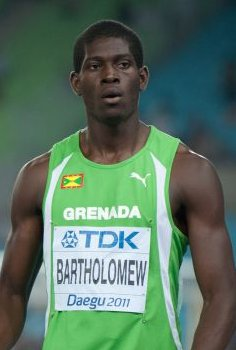
Rondell Bartholomew – ausgeschieden als Siebter in 46,85 s

18. August 2009, 11:47 Uhr
| Platz | Name                | Nation                       | Zeit (s) |
| ----- | ------------------- | ---------------------------- | -------- |
| 1     | Tabarie Henry       | Amerikanische Jungferninseln | 45,14    |
| 2     | Sean Wroe           | Australien                   | 45,31    |
| 3     | Martyn Rooney       | Großbritannien               | 45,45    |
| 4     | Erison Hurtault     | Dominica                     | 45,55    |
| 5     | Mohamed Khouaja     | Libyen                       | 45,56 NR |
| 6     | Saul Welgopwa       | Nigeria                      | 46,42    |
| 7     | Rondell Bartholomew | Grenada                      | 46,85    |
| 8     | Moumouni Kimba      | Niger                        | 50,93    |

## Halbfinale
Aus den drei Halbfinalläufen qualifizierten sich die jeweils ersten beiden Athleten – hellblau unterlegt – sowie die darüber hinaus zwei zeitschnellsten Läufer – hellgrün unterlegt – für das Finale.

### Halbfinallauf 1

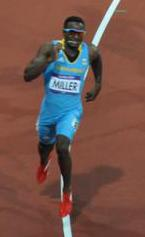
Ramon Miller – ausgeschieden als Fünfter in 44,99 s
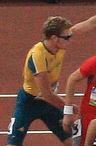
Joel Milburn – ausgeschieden als Sechster in 46,06 s
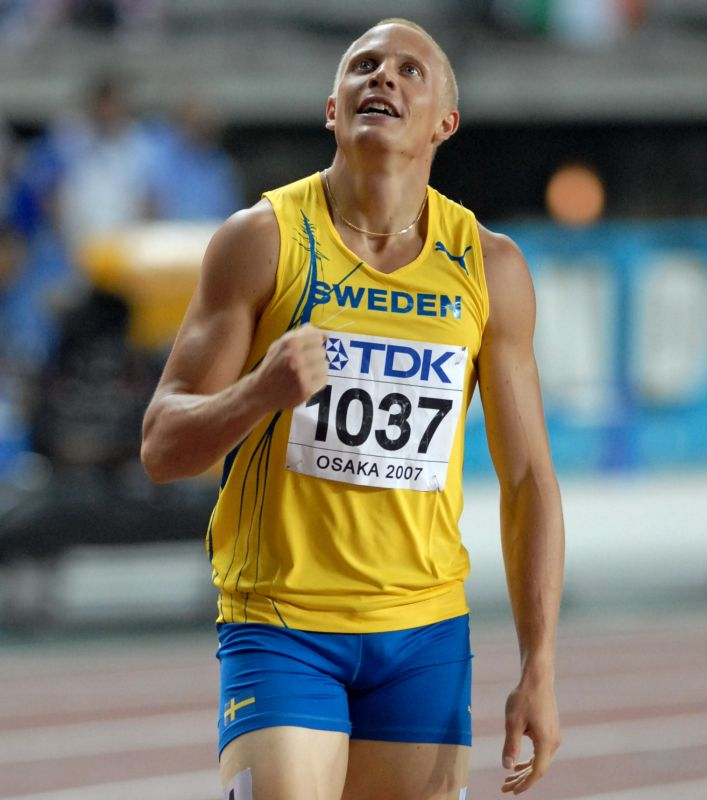
Johan Wissman trat zu seinem Halbfinale nicht an

19. August 2009, 18:15 Uhr
| Platz | Name            | Nation         | Zeit (s) |
| ----- | --------------- | -------------- | -------- |
| 1     | Jeremy Wariner  | USA            | 44,69    |
| 2     | Michael Bingham | Großbritannien | 44,74    |
| 3     | Leslie Djhone   | Frankreich     | 44,80    |
| 4     | David Gillick   | Irland         | 44,88    |
| 5     | Ramon Miller    | Bahamas        | 44,99    |
| 6     | Joel Milburn    | Australien     | 46,06    |
| 7     | Mohamed Khouaja | Libyen         | 46,43    |
| DNS   | Johan Wissman   | Schweden       |          |

### Halbfinallauf 2
19. August 2009, 18:22 Uhr
| Platz | Name             | Nation              | Zeit (s) |
| ----- | ---------------- | ------------------- | -------- |
| 1     | LaShawn Merritt  | USA                 | 44,37 WL |
| 2     | Renny Quow       | Trinidad und Tobago | 44,53    |
| 3     | Williams Collazo | Kuba                | 44,93    |
| 4     | Sean Wroe        | Australien          | 45,32    |
| 5     | Erison Hurtault  | Dominica            | 45,59    |
| 6     | Rabah Yousif     | Sudan               | 45,63    |
| 7     | Martyn Rooney    | Großbritannien      | 45,98    |
| 8     | Teddy Venel      | Frankreich          | 46,30    |

Im zweiten Halbfinale ausgeschiedene Läufer:

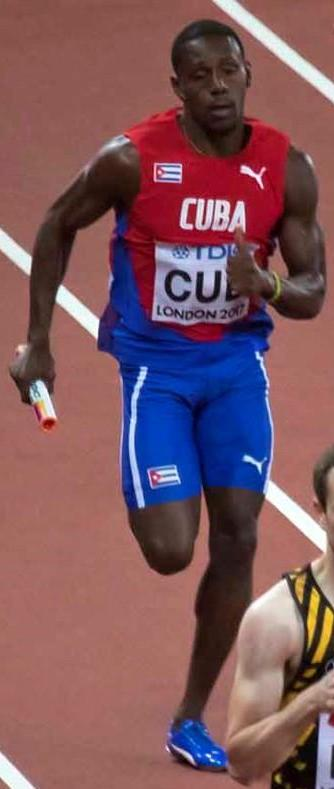
Williams Collazo Rang drei in 44,93 sm
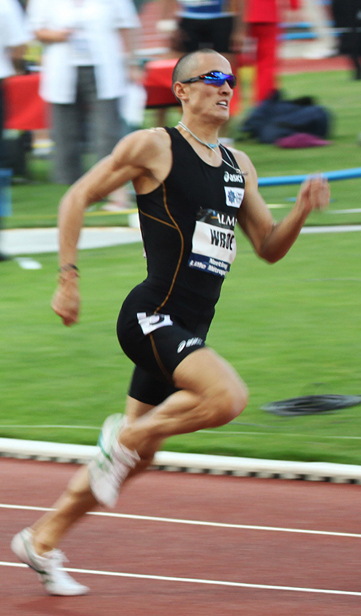
Sean Wroe Rang vier in 45,32 s
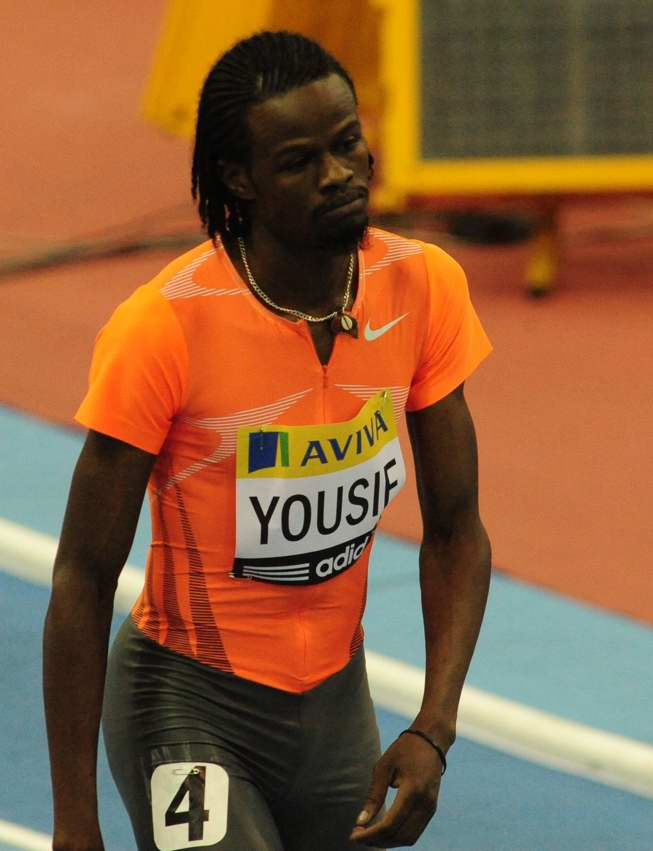
Rabah Yousif Rang sechs in 45,63 s
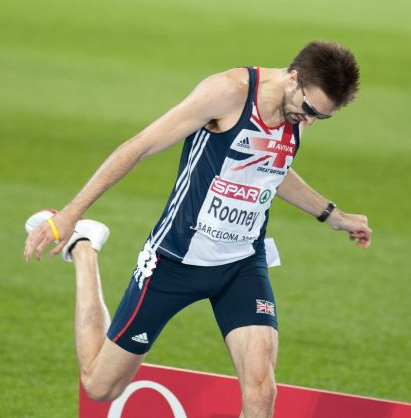
Martyn Rooney Rang sieben in 45,98 s
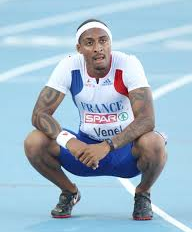
Teddy Venel Rang acht in 46,30 s

### Halbfinallauf 3
19. August 2009, 18:29 Uhr
| Platz | Name             | Nation                       | Zeit (s) |
| ----- | ---------------- | ---------------------------- | -------- |
| 1     | Chris Brown      | Bahamas                      | 44,95    |
| 2     | Tabarie Henry    | Amerikanische Jungferninseln | 44,97    |
| 3     | Ricardo Chambers | Jamaika                      | 45,13    |
| 4     | Kevin Borlée     | Belgien                      | 45,28    |
| 5     | John Steffensen  | Australien                   | 45,50    |
| 6     | Lionel Larry     | USA                          | 45,85    |
| 7     | Robert Tobin     | Großbritannien               | 45,90    |
| 8     | Matteo Galvan    | Italien                      | 46,87    |

Im dritten Halbfinale ausgeschiedene Läufer:

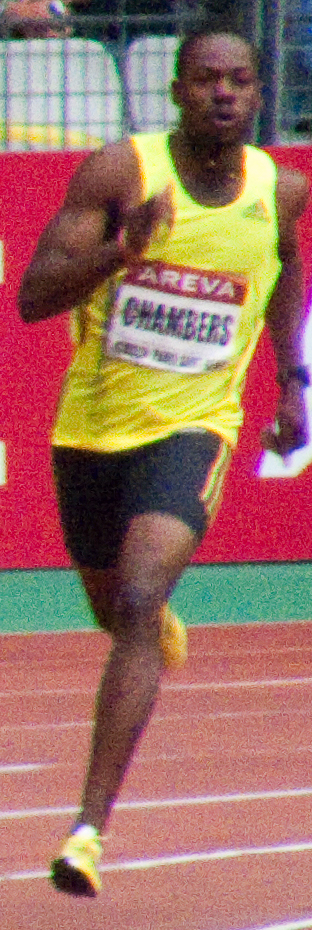
Ricardo Chambers Rang drei in 45,13 s
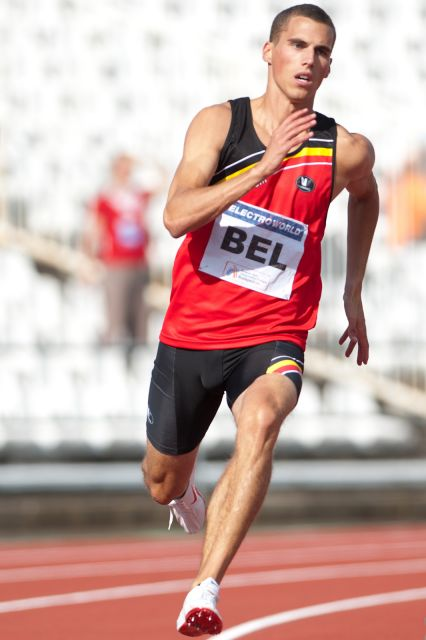
Kevin Borlée Rang vier in 45,28 s
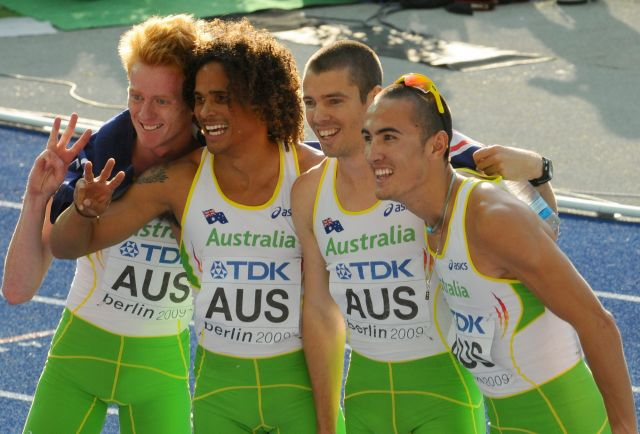
John Steffensen (Zweiter von links) – Rang fünf in 45,50 s
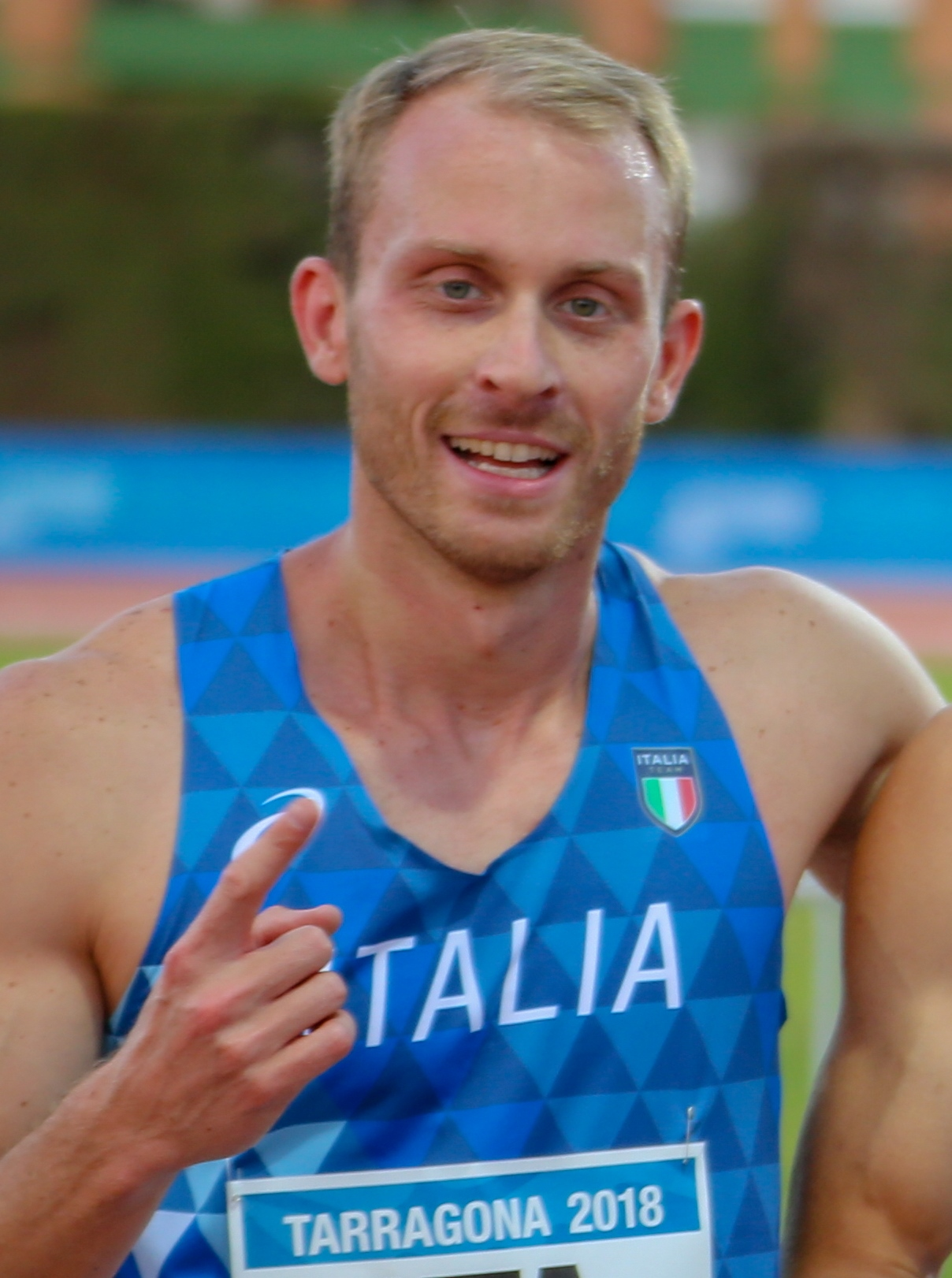
Matteo Galva Rang acht in 46,87 s

## Finale
21. August 2009, 21:20 Uhr
Chris Brown führte im Finale bei Hälfte des Rennens, dahinter lag Titelverteidiger Jeremy Wariner. In der letzten Kurve schloss der Favorit und aktuelle Olympiasieger LaShawn Merritt zu den beiden auf. Diese drei Läufer lagen eingangs der Zielgeraden fast gleichauf. Nun zog Merritt deutlich davon und siegte vor Wariner. Von hinten kam Renny Quow heran und eroberte gegen den immer mehr nachlassenden Läufer aus Bahamas die Bronzemedaille. Brown musste am Ende auch noch Tabarie Henry passieren lassen.

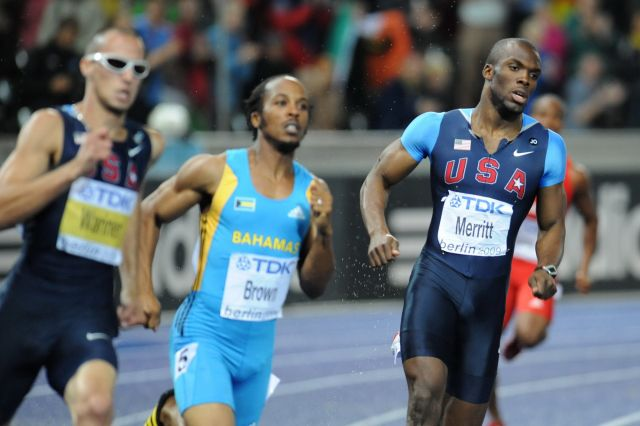
Die drei Führenden eingangs der Zielgeraden (v. l. n. r.): Jeremy Wariner, Chris Brown, LaShawn Merritt

Nur Merritt und Wariner blieben unter 44 Sekunden, alle anderen Finalisten kamen nicht an die zwei Tage zuvor im Halbfinale gezeigten Leistungen heran.
Zum insgesamt neunten Mal bei zwölf Weltmeisterschaften und zum vierten Mal in Folge ging der Titel über 400 Meter an einen US-Amerikaner.
| Platz | Name            | Nation                       | Zeit (s) |
| ----- | --------------- | ---------------------------- | -------- |
| 1     | LaShawn Merritt | USA                          | 44,06 WL |
| 2     | Jeremy Wariner  | USA                          | 44,60    |
| 3     | Renny Quow      | Trinidad und Tobago          | 45,02    |
| 4     | Tabarie Henry   | Amerikanische Jungferninseln | 45,42    |
| 5     | Chris Brown     | Bahamas                      | 45,47    |
| 6     | David Gillick   | Irland                       | 45,53    |
| 7     | Michael Bingham | Großbritannien               | 45,56    |
| 8     | Leslie Djhone   | Frankreich                   | 45,90    |

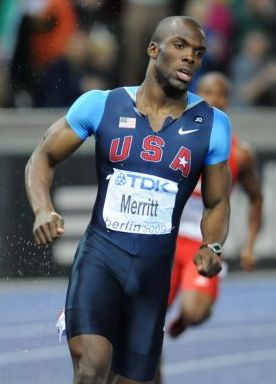
Weltmeister LaShawn Merritt – er errang am Schlusstag über 4 × 100 m noch eine zweite Goldmedaille
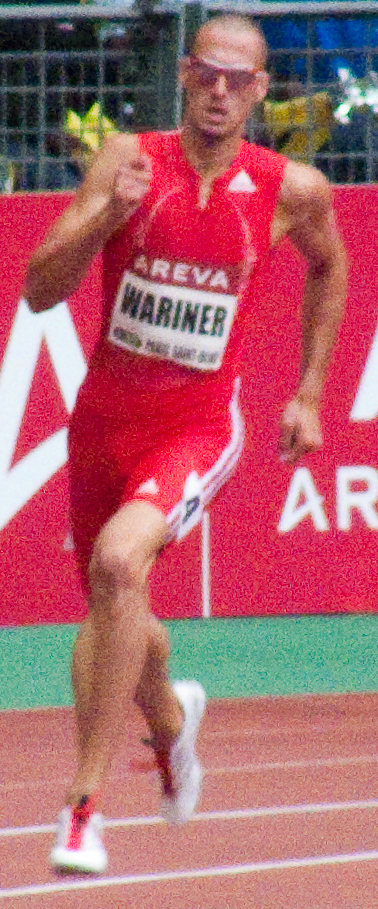
Titelverteidiger Jeremy Wariner kam diesmal auf den zweiten Rang und gewann wie Weltmeister Merritt am Schlusstag Staffelgold

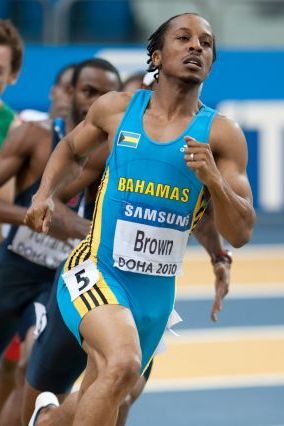
Chris Brown belegte Rang fünf
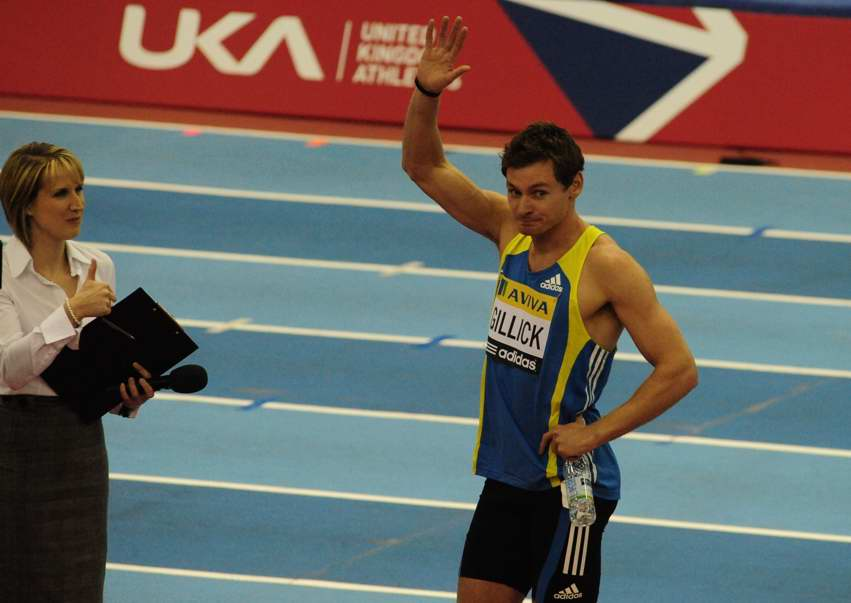
David Gillick kam auf den sechsten Platz
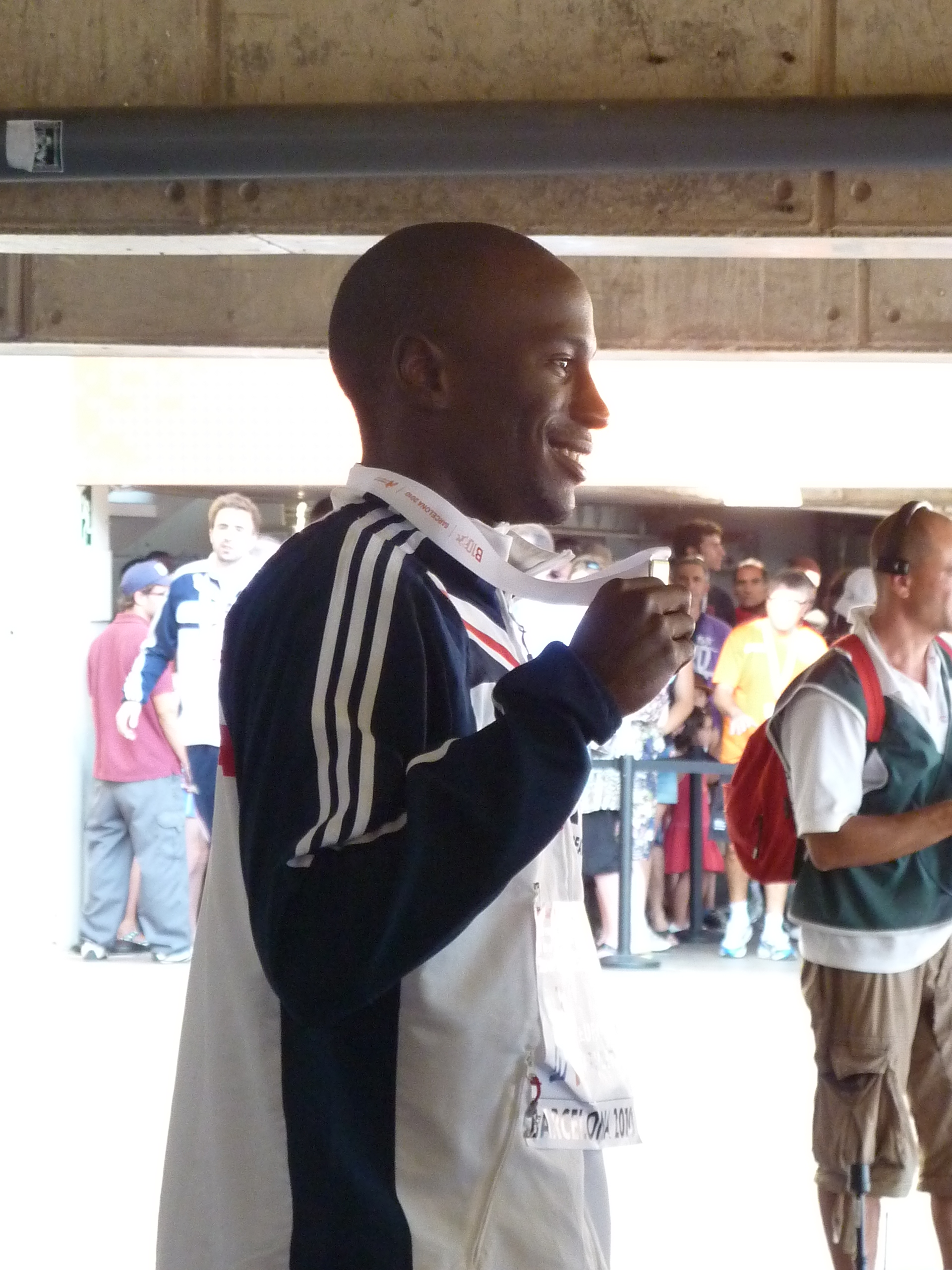
Der siebtplatzierte Michael Bingham
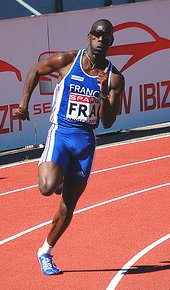
Rang acht für Leslie Djhone

## Video
- Men's 400m Final, World Athletics Championships Berlin 2009, youtube.com, abgerufen am 18. November 2020